# Точка съёмки
Точка съёмки — место установки фотоаппарата, кинокамеры или видеокамеры во время съёмки.
Положение точки съёмки может быть выражено как расстояние до объекта съёмки, направление или угол в горизонтальной плоскости, под которым она производится, а также высота. От расстояния до объекта зависит крупность плана. Кроме того, точка съёмки может быть фронтальной или боковой в зависимости от положения относительно человеческого лица при портретной съёмке или относительно фасада при архитектурной. Кроме того, точка съёмки может быть высокой или низкой, отображая объект ниже или выше горизонта или вообще отвесно.
Нередко термины «точка съёмки» и «ракурс» употребляются как синонимы и путаются. Можно считать, что точка съёмки — составная часть ракурса.
В 3D моделировании и компьютерных играх точка съёмки имеет то же значение, что и в фотографии и в кинематографе, однако «камера» при этом не настоящая.